# Megumi Toyoguchi
Megumi Toyoguchi (豊口 めぐみ?, Toyoguchi Megumi; Machida, 2 gennaio 1978) è una doppiatrice giapponese.
Lavorando per la 81 Produce ha prestato la sua voce a molti personaggi femminili.

## Doppiaggio
- Airin Kizaki in Akikan!
- Winry Rockbell in Fullmetal Alchemist
- Sofia in Claymore
- Sylvia Van Hossen in Princess Lover!
- Revy in Black Lagoon
- Lucinda nell'anime Pokémon e nei lungometraggi
- Nami in One Piece: Taose! Kaizoku Gyanzac
- Miriallia Haw in Mobile Suit Gundam SEED e Mobile Suit Gundam SEED Destiny
- Ran Kotobuki in Super GALS! Kotobuki Ran
- Seiren/Eren Kurokawa/Cure Beat in Suite Pretty Cure
- Mimiru in .hack//SIGN
- Mana Fujisaki in Onegai My Melody
- Tsukasa Nishino in Ichigo 100%
- Chifuyu Orimura in IS (Infinite Stratos)
- Kazuki Kuwanomi in Plastic Memories
- Grande Saggio/Raphael in That Time I Got Reincarnated as a Slime

### Videogiochi
- Freyja [Dea Della Bellezza] - in 7DS Grand Cross(PlayStore)"
- Chairperson in Project Justice: Rival Schools 2
- Mimiru in .hack//Mutation
- Mimiru in .hack//Outbreak
- Paine in Final Fantasy X-2
- Charles in Berserk Millennium Falcon Arc: Chapter of the Holy Demon
- Adara in Stella Deus: The Gate of Eternity
- Justina Born in Magna Carta: Tears of Blood
- Paine in Kingdom Hearts II
- Sakubo in .hack//G.U. Vol. 1//Rebirth
- Yukari Takeba in Persona 3
- Sakubo in .hack//G.U. Vol. 2//Reminisce
- Riemsianne La Vaes in Shining Force EXA
- Sakubo e Tabby in .hack//G.U. Vol. 3//Redemption
- Phia Melle in Star Ocean: First Departure
- Brigitte Stark/Rosie in Valkyria Chronicles
- Vivienne in Phantasy Star Portable
- Meracle Chamlotte in Star Ocean: The Last Hope
- Shaymin in PokéPark Wii: La grande avventura di Pikachu
- Aqua in Kingdom Hearts Birth by Sleep
- Saku, Bo, Tabby e Mimiru in .hack//Link
- Junko Enoshima e Mukuro Ikusaba in Danganronpa: Trigger Happy Havoc
- SYD-III Pilot in Neo Geo Heroes: Ultimate Shooting
- Brigitte Stark/Rosie in Valkyria Chronicles III
- Syrenne in The Last Story
- Kunimitsu in Tekken Tag Tournament 2
- Haruka in Senran Kagura Burst
- Qun'mi Tru'e in Final Fantasy Type-0
- Aqua in Kingdom Hearts 3D: Dream Drop Distance
- Junko Enoshima in Danganronpa 2: Goodbye Despair
- Riemsianne La Vaes in Project X Zone
- Haruka in Senran Kagura: Shinovi Versus
- Sara Valestein in The Legend of Heroes: Trails of Cold Steel
- Yukari Takeba in Persona 4 Arena Ultimax
- Shura in Granblue Fantasy
- Haruka in Senran Kagura: Bon Appétit!
- Yukari Takeba in Persona Q: Shadow of the Labyrinth
- Haruka in Senran Kagura 2: Deep Crimson
- Nagi Shishiouka in Lost Dimension
- Sara Valestein in The Legend of Heroes: Trails of Cold Steel II
- Shirokuma e Korokuma in Danganronpa Another Episode: Ultra Despair Girls
- Elise de la Serre in Assassin's Creed: Unity
- Haruka in Senran Kagura: Estival Versus
- Assassina/Sharon Effinger in Xenoblade Chronicles X
- Hot Pants in JoJo's Bizarre Adventure: Eyes of Heaven
- Serina Baikouen in Uppers
- Aqua in Kingdom Hearts HD 2.8 Final Chapter Prologue
- Junko Enoshima in Danganronpa V3: Killing Harmony
- Paine in Dissidia Final Fantasy: Opera Omnia
- Haruka in Senran Kagura: Peach Beach Splash
- Sara Valestein in The Legend of Heroes: Trails of Cold Steel III
- Haruka in Shinobi Master Senran Kagura: New Link
- Haruka in Senran Kagura Burst Re:Newal
- Brigitte Stark/Rosie in Valkyria Chronicles 4
- Yukari Takeba in Persona 3: Dancing in Moonlight
- Sara Valestein in The Legend of Heroes: Trails of Cold Steel IV
- Xania e Karina in Dragalia Lost
- Yukari Takeba in Persona Q2: New Cinema Labyrinth
- Aqua in Kingdom Hearts III
- Voce DLC per Catherine in Catherine: Full Body
- Horn in Arknights
- Izana in Oninaki
- Ketacea in Dragon Quest XI S: Echi di un'era perduta - Edizione Definitiva
- Kate in Brigandine: The Legend of Runersia
- Sara Valestein in The Legend of Heroes: Trails into Reverie
- Aqua in Kingdom Hearts Melody of Memory
- Jennu in World's End Club
- Yui Mamiya in Lost Judgment
- Ruka Rengoku in Demon Slayer: Kimetsu no Yaiba - The Hinokami Chronicles
- Malaya in Octopath Traveler II
- Yukari Takeba in Persona 3 Reload
- Elena in Final Fantasy VII Rebirth
- Zaza in Rune Factory: Guardians of Azuma